# Idrossilammina
L'idrossilammina è un composto ternario dell'azoto di formula NH2OH, che deriva dall'ammoniaca (NH3) per sostituzione formale di un H con un ossidrile (OH). Sotto a 33 °C è un solido cristallino incolore e deliquescente, solubilissimo in acqua, mentre allo stato liquido vi si scioglie in tutte le proporzioni. In tali soluzioni manifesta proprietà basiche, anche se decisamente meno spiccate di quelle dell'ammoniaca. È anche molto solubile in etanolo e metanolo, poco in etere, mentre è praticamente insolubile in solventi apolari come benzene e tetracloruro di carbonio. È un composto con notevoli proprietà riducenti ed è combustibile: può bruciare all'aria esibendo una fiamma giallastra.

## Sintesi e reattività
È una sostanza termodinamicamente instabile, per riscaldamento può esplodere violentemente:
{\displaystyle {\ce {3NH2OH -> NH3 + N2 + 3H2O}}}
Si può produrre per riduzione dell'acido nitroso con bisolfito (sintesi di Raschig):
{\displaystyle {\ce {HNO2 + 2 HSO3- -> [N(OH)(SO3)2]2- + H2O -> [NH(OH)(SO3)]- + [HSO4]-}}}
{\displaystyle {\ce {[NH(OH)(SO3)]- + H3O+ -> [NH3(OH)]+ + [HSO4]-}}}
Il sale di idrossilammonio può poi essere trattato con un alcossido:
{\displaystyle {\ce {[NH3(OH)]+ + BuO- -> NH2OH + BuOH}}}
In acqua è stabile a freddo e si comporta da base con pKb = 8,18. 
Reagisce con molti composti carbossilici specialmente esteri, ma anche lattoni, acilfosfati e meno comunemente con altri composti contenenti gruppi acilici, formando il corrispondente acido idrossammico.

## Usi
In laboratorio viene usata soprattutto come riducente, l'applicazione tipica è quella della determinazione spettrofotometrica del ferro: si usa un eccesso di idrossilammina per ridurre tutto il ferro trivalente a Fe (II) per farlo reagire con o-fenantrolina con formazione del complesso colorato.
Utilizzato come reagente nell'analisi colorimetrica quantitativa degli esteri degli acilfosfati e più in generale nei saggi di riconoscimento di composti contenenti gruppi acilici. La reazione prevede la conversione del composto carbossilico in acido idrossammico con idrossilamina alcalina, seguita dalla formazione del complesso colorato in porpora fra l'acido idrossammico e una soluzione di Fe3+

## Sicurezza
Il composto solido inizia a decomporsi a 20 °C mentre una soluzione al 50% a 110 °C.
Data la sua pericolosità l'idrossilammina non può essere trasportata pura ma in soluzioni acquose al 50% p/P.. Nel 1999 in Pennsylvania un'esplosione dovuta al composto ha causato cinque vittime e nel 2000 in Giappone, sempre un'esplosione, ne ha causate quattro. Questi incidenti sono imputabili alle alte concentrazioni delle soluzioni ed alla presenza di impurezze come ioni metallici e carbone.